# 커티스 팰콘

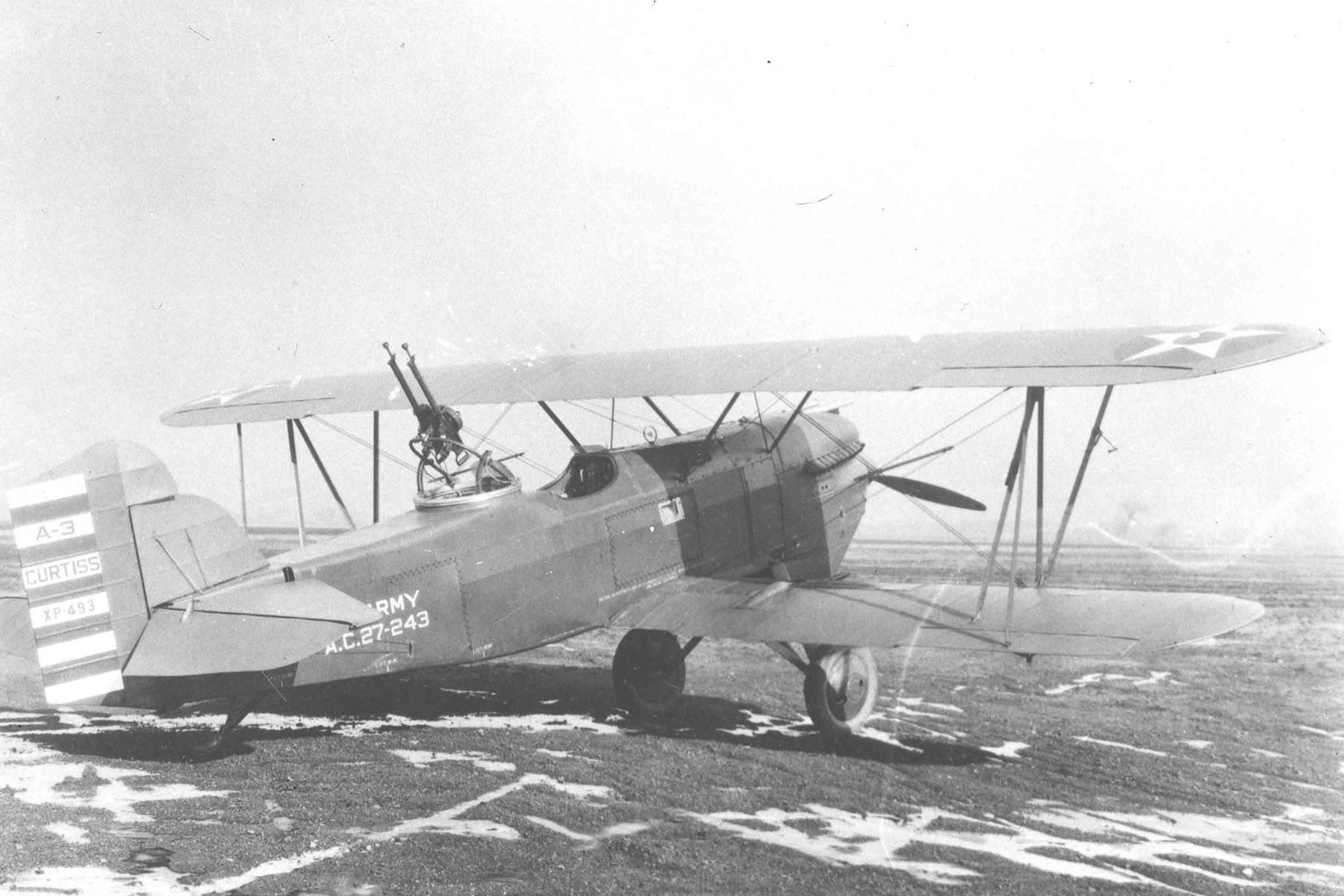
커티스 A-3 팰콘

커티스 팰콘(Curtiss Falcon)은 미국의 항공기 제작사 커티스(Curtiss Aeroplane & Motor Company) 사가 1920년대에 개발하여 육군과 해군에 채택된 군용 복엽기이다. 그 대부분은 미 육군항공대에서 관측기나 공격기로 운용되었으며, 미 해군에서는 F8C Falcon으로 명명되어 전투폭격기로 쓰였다. 해군은 나중에 이 기체들을 해병대에 보내 헬다이버(Helldiver)라는 이름을 붙이고 급강하 폭격기로 운용되었는데, 그 이름은 커티스제 급강하 폭격기에 두 번이나 다시 쓰이게 된다. 커티스 팰콘 시리즈는 1925년에 도입되어 1934년까지 미군의 일선기로 운용되었으며, 수출 시장에서도 호조를 보였다. 1932년 브라질에서 일어난 헌법 혁명에서 이 기체들은 상파울루 세력에 의해 사용되었다.

## 설계 및 개발
미 육군의 차기 관측기 사업에 제출된 커티스 XO-1 팰콘은 1924년에 미 육군항공대에 의해 평가되었고, 더글러스 XO-2가 이 사업의 승자로 선언되었다. 그러나 커티스 사는 이에 포기하지 않고 엔진을 패커드 1A-1500으로 바꿔 다시 제출했는데, 마침 관측기에 무장 탑재량을 높이기를 원하고 있던 육군이 1925년에 다시 심사를 하자 아직 기술적인 문제가 해결되지 않은 커티스 V-1150 엔진을 장착했던 O-2가 밀려나게 된다.
XO-1 팰콘의 동체는 알루미늄 튜브와 강철제 브레이싱을 엮어 조립되었으며, 목제 복엽 날개는 그 시대 기준으로 지극히 평범하고 보편적인 설계였다. 고정식 착륙장치와 꼬리에는 원래 타이어가 달린 방향타 구조를 채택했으나 양산기에서는 별도의 미륜을 달도록 개량되었다. 최초의 생산기인 커티스 A-3 팰콘의 발주는 1927년 겨울에 떨어졌고, 1호기는 그해 10월에 인도되었다. 합계 76대의 A-3가 육군에 보내졌는데 그후 6대는 이중 조종 장치를 갖춘 훈련기로 개조되었고, 이렇게 고쳐진 기체는 A-3A로 분류된다. 커티스 O-1E를 기반으로 한 78대의 A-3B가 1929년부터 구매되었다.

## 운용 이력
안정적인 성능을 지녀 관측기로서 상당히 성공적이었던 팰콘은 주로 뉴욕 미첼 비행장(Mitchel Field)에 있는 전개하고 있던 제9관측비행단(9th Observation Group)의 제1관측비행대대(1st Observation Squadron), 제5관측비행대대(5th Observation Squadron), 제99관측비행대대(99th Observation Squadron) 소속으로 비행했다. 공격기 사양으로 만들어진 A-3 어택 팰컨은 루이지애나주 박스데일 비행장(Barksdale Field)의 제3공격비행단(3rd Attack Group) 에하의 제8, 제13, 제19공격비행대대(19th Attack Squadron)와 1928년부터 1934년까지 하와이에 주둔한 제26공격비행대대(26th Attack Squadron), 그리고 1937년까지 몇몇 예비 부대를 거느리고 있었다.
미국 해군은 1927년부터 1928년까지 커티스 F8C-1과 F8C-3 팰콘을 도입했다. 이후 OC-1과 OC-2로 재명명되어 해병대에서 관측 / 폭격기로 이용되었다. F8C-4 헬다이버 기종은 처음에는 해군에서 사용되었으나, 첫 생산분은 1931년에 해병대로 옮겨졌다. 1931년에 34대의 F8C가 해군 예비대로 이관되어 VN-10RD9, VN-11RD9, VN-12RD9 같은 부대에서 복무했다. 이 기체들은 플라이트(1929), 헬 다이버(1932), 그리고 괴수영화계 불후의 명작으로 일컬어지는 킹콩(1933) 같은 헐리웃 영화에도 출연했었다.
브라질, 볼리비아, 칠레, 콜롬비아, 파라과이 같은 남미 국가에도 팔려나간 커티스 팰콘은 1932년 브라질에서 헌법 혁명이 일어나자 당시 상파울루 깃발을 붙이고 싸웠다. 볼리비아에서는 차코 전쟁(1932-1935)에 참전하여 파라과이 군인들의 머리 위에 폭탄을 떨구고 기총소사를 퍼부으며 활약했다. 콜롬비아 공군은 1932년-33년의 콜롬비아-페루 전쟁에서 F-8과 O-1을 이용해 페루군과 싸웠다.